# Lac Jeannine
Le lac Jeannine est un lac situé à environ 8 km de l'ancienne ville minière de Gagnon dans le territoire non organisé de Rivière-Mouchalagane sur la Côte-Nord au Québec.

## Géographie
Ce petit lac de 1,7 km de long et 800 m de large, doit sa notoriété à l'exploitation intensive d'un gisement de fer à proximité.

## Aménagements et mine

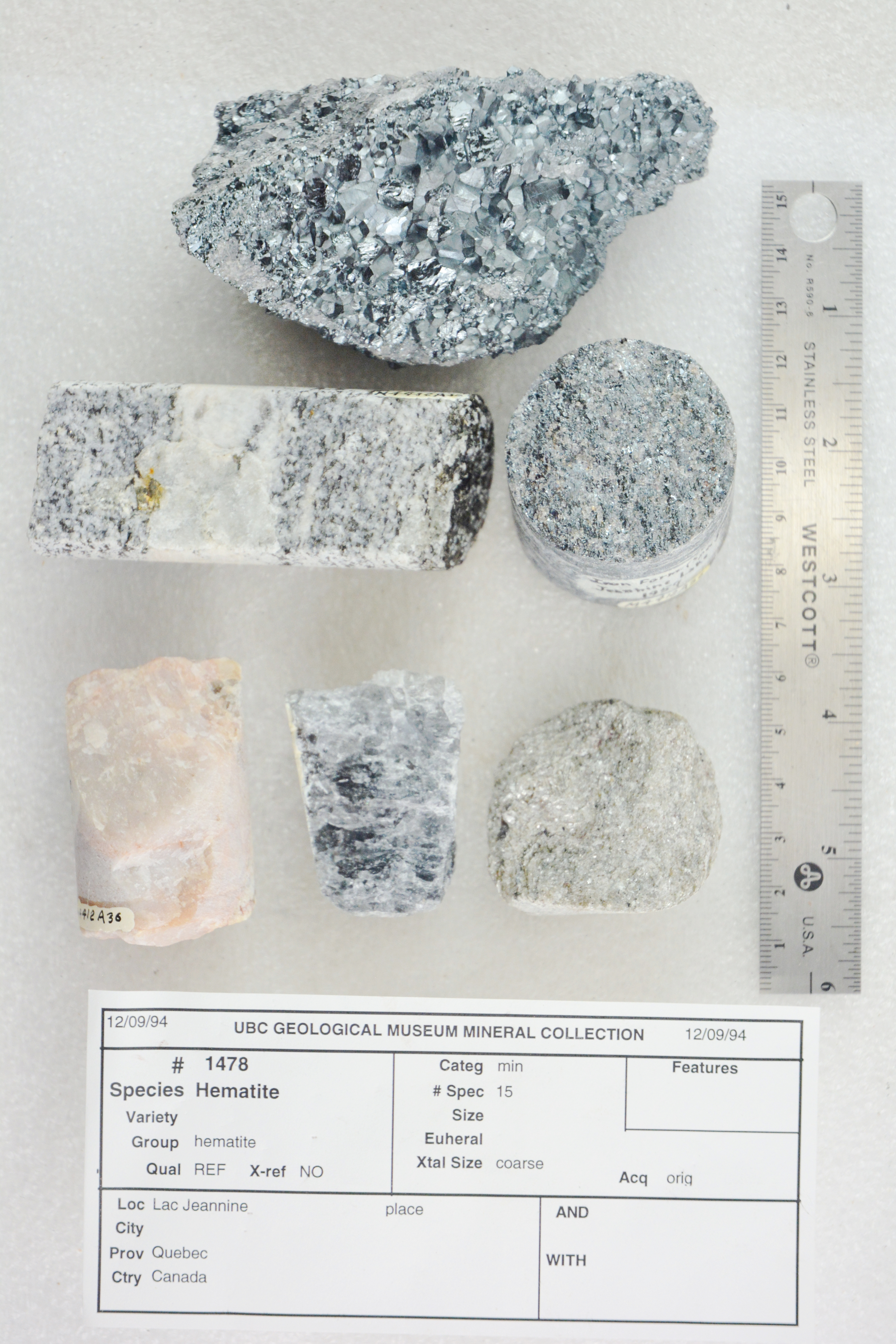
Échantillons de minéraux, dont de l'hématite, provenant du site minier du Lac Jeannine

Les travaux d'aménagement du site ont eu lieu de 1958 à 1961, et la mine a été exploitée par plus de 1 000 travailleurs entre 1961 et 1976. Le gisement, aujourd'hui épuisé, mesurait 701 m de longueur, 243 m de largeur et 304 m de profondeur. Plus de 266 millions de tonnes de fer, avec une concentration moyenne de 33 %, y ont été extraites. Le nom "Lac Jeannine" proviendrait d’un prospecteur de la compagnie minière Québec-Cartier, qui faisait partie de l'équipe ayant découvert ce riche gisement de fer en 1957. Cette découverte a mené à la construction de la centrale de la Hart-Jaune et d'une voie ferrée de 320 km vers Port-Cartier à la fin des années 1950, ainsi qu'à la fondation de la ville de Gagnon en 1960. Le coût total du projet d'exploitation s'élevait à 300 millions de dollars à l'époque.

## Restauration du site
Le site minier du Lac Jeannine est le plus grand site minier abandonné au Québec, s'étendant sur une superficie de 763 hectares. Exploité principalement pour le fer entre 1961 et 1976, ce site figure parmi les priorités de restauration du gouvernement québécois dans le cadre de son programme de réhabilitation des sites miniers abandonnés.
En 2016, le ministre de l'Énergie et des Ressources naturelles, Pierre Arcand, a annoncé un investissement de près de 37 millions de dollars pour la réhabilitation du site du Lac Jeannine, dans le cadre d'un programme provincial visant à restaurer ou sécuriser environ 500 sites miniers abandonnés.
Selon les documents de planification, des inspections et une planification des activités de réhabilitation sont prévues pour l’année 2024-2025, avec un budget alloué de 6 000 $. Jusqu’à présent, les dépenses engagées se sont élevées à 104 682 $ pour des études préliminaires, et des investigations supplémentaires sur les sols, les eaux et les sédiments sont planifiées afin de déterminer l'étendue de la contamination.
Le Ministère des Ressources naturelles et des Forêts supervise ce site et poursuit l’évaluation des risques environnementaux. Une priorisation de l’intervention est à venir, une fois que la caractérisation complète du site sera terminée.